# Zilvertangare
De zilvertangare (Stilpnia viridicollis synoniem: Tangara viridicollis) is een zangvogel uit de familie Thraupidae (tangaren). 

## Verspreiding en leefgebied
Deze soort telt 2 ondersoorten:
- S. v. fulvigula: zuidelijk Ecuador en noordelijk Peru.
- S. v. viridicollis: van centraal Peru tot westelijk Bolivia.